# Station Driehuis
Station Driehuis is gelegen in de provincie Noord-Holland aan de spoorlijn van Haarlem naar Uitgeest en Alkmaar in het dorp Driehuis. Het station wordt bediend door NS. Tot 1983 heette het station Driehuis Zuid.
Ook bestaat een voormalig station Driehuis-Westerveld. Dit station ligt aan de voormalige spoorlijn Santpoort Noord - IJmuiden waarop het reizigersverkeer sinds 1983 stilligt.

## Treinen
De volgende treinserie doet station Driehuis aan:
| Serie | Treinsoort    | Route                                                          | Bijzonderheden                                                                                  |
| ----- | ------------- | -------------------------------------------------------------- | ----------------------------------------------------------------------------------------------- |
| 4800  | Sprinter (NS) | Amsterdam Centraal – Haarlem – Driehuis – Alkmaar – Hoorn      | Rijdt vanaf 20:00 uur één keer per uur tussen Alkmaar en Hoorn.                                 |
| 14800 | Sprinter (NS) | Uitgeest – Beverwijk – Driehuis – Haarlem – Amsterdam Centraal | Rijdt enkel eenmaal in de late vrijdag- en zaterdagavond en alleen richting Amsterdam Centraal. |

## Bussen
De volgende buslijnen van Connexxion stoppen op de halte Van den Vondellaan, vlak bij station Driehuis:
| Lijn | Route | Soort            |
| ---- | --- | ---------------- |
| 3    | Haarlem Schalkwijk - Haarlem Station - Haarlem Delftplein - Velserbroek - Driehuis - IJmuiden                                                                                      | Stadsbus         |
| N30  | IJmuiden - Driehuis - Santpoort-Noord - Haarlem - Vijfhuizen - Hoofddorp - De Hoek - Schiphol-Centrum - Schiphol-Noord - Amstelveen - Ouderkerk aan de Amstel - Amsterdam-Zuidoost | Nachtbus (R-net) |

## Ontwikkeling aantal reizigers
Het aantal door NS vervoerde reizigers (per gemiddelde werkdag) ontwikkelde zich sedert 2019 als volgt:
| Jaar | Aantal reizigers |
| ---- | ---------------- |
| 2019 | 1.361            |
| 2020 | 638              |
| 2021 | 520              |
| 2022 | 757              |
| 2023 | 943              |
| 2024 | 824              |

## Afbeeldingen

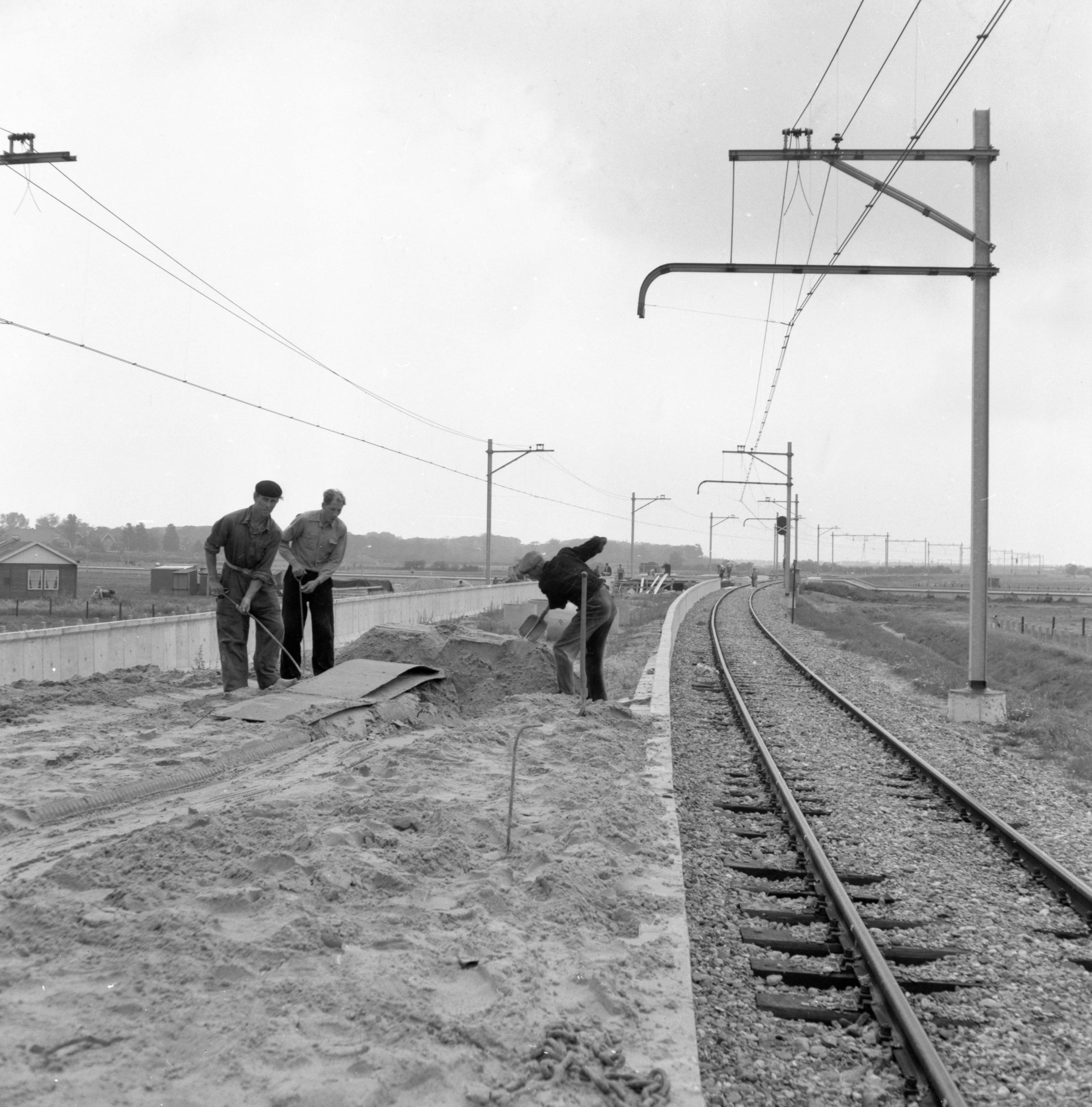
Bouw van het station (1957)
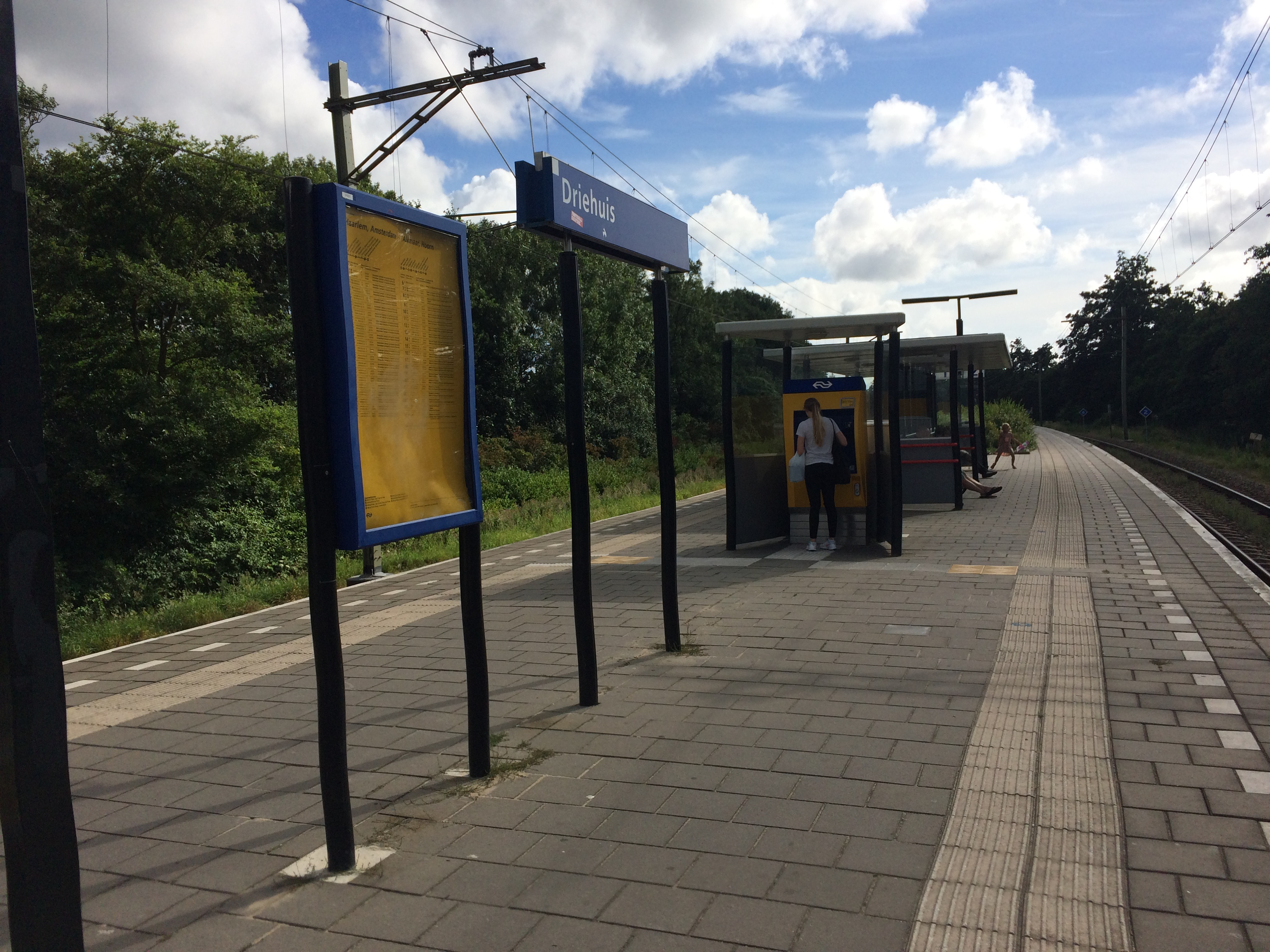
Het perron van het station
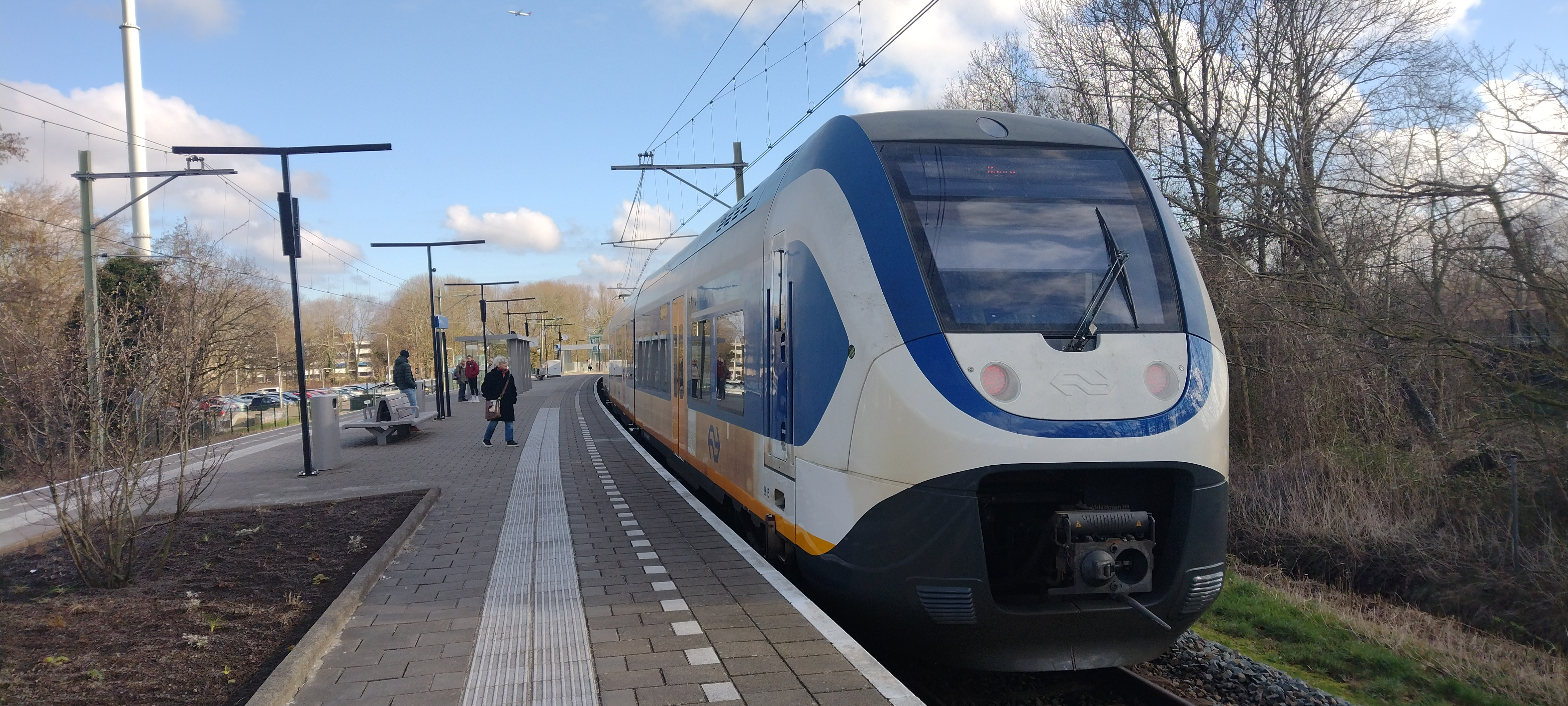
SLT op het station
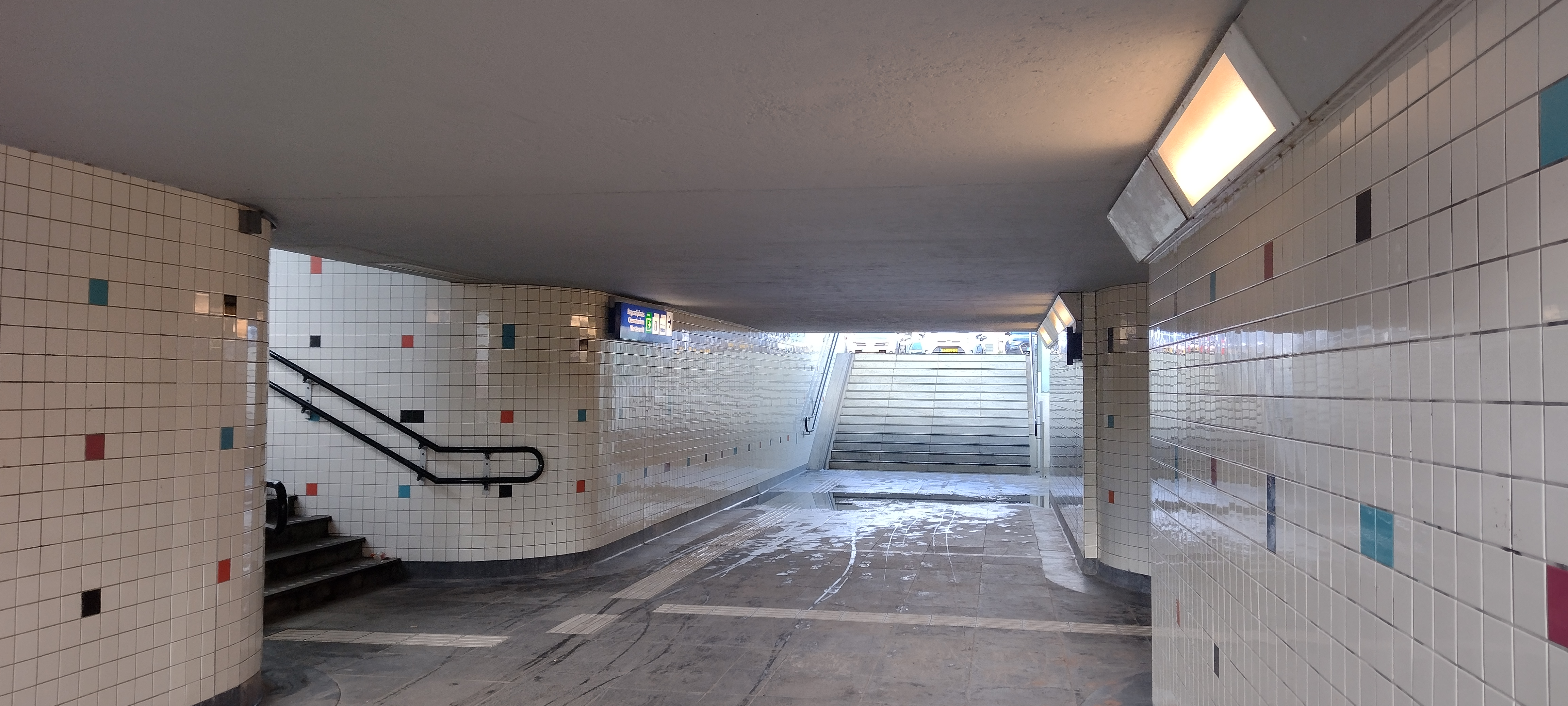
Tunnel onder de sporen
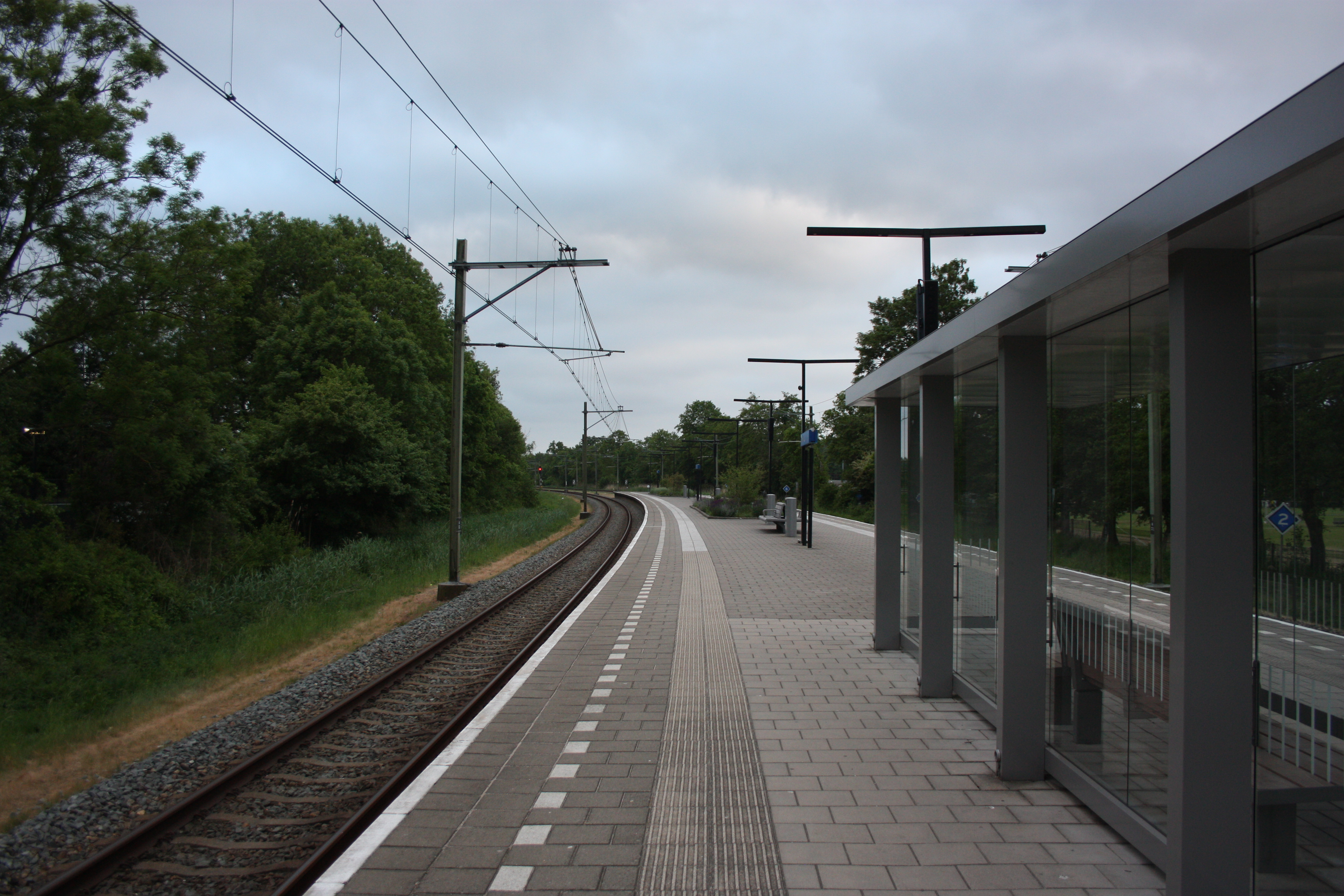
Het perron in 2025
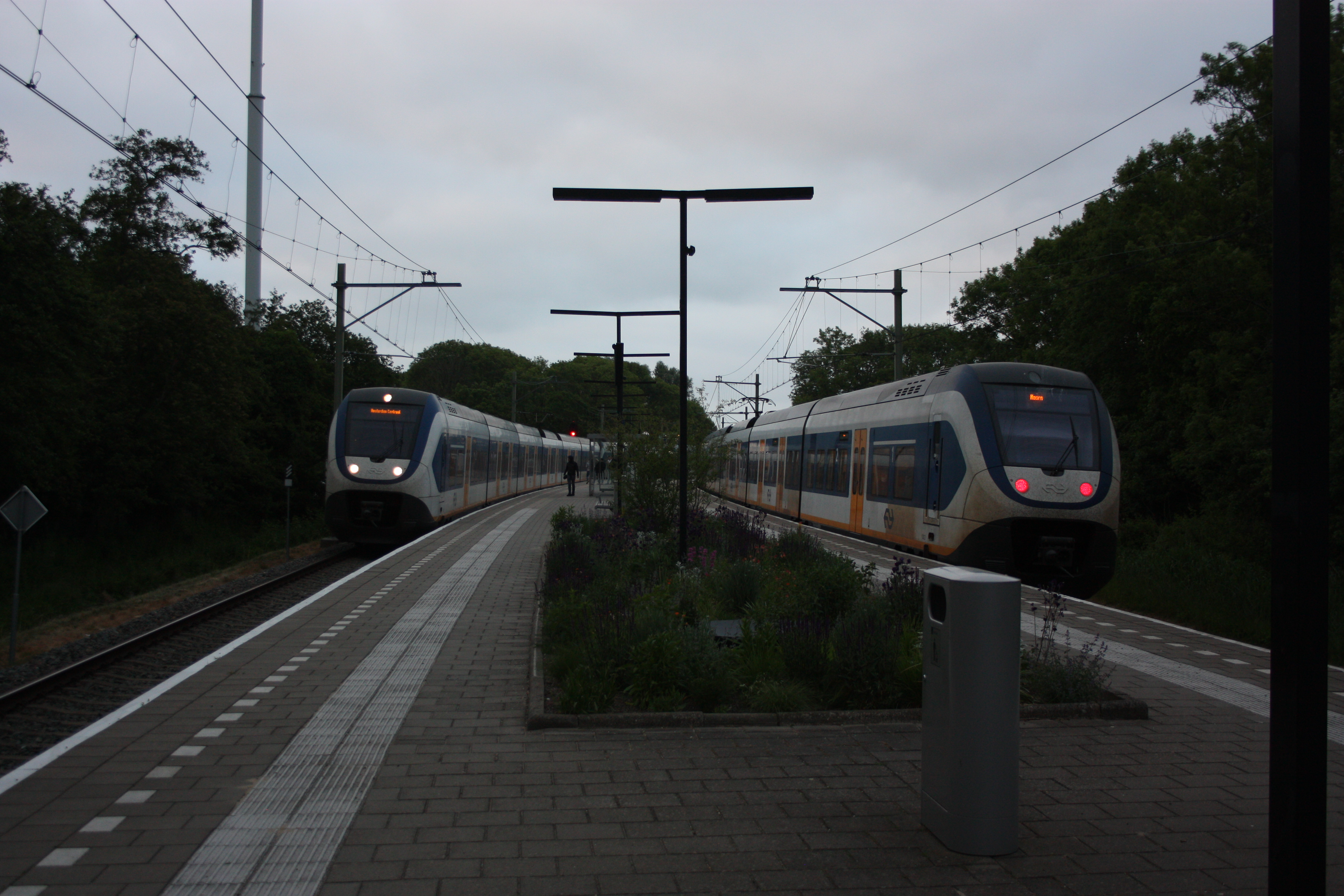
Twee sprinter tijdens de avondschemering op het station

0: Haarlem ·
2: Kleverlaan ·
3: Bloemendaal ·
4: Santpoort Zuid ·
6: Santpoort Noord ·
7: Driehuis · 
Westerveld ·
8: Velsen Zeeweg
9:  Velsen-IJmuiden Oost
10: Velsen Hoogovens ·
12: Beverwijk ·
Beijnes ·
14: Heemskerk ·
18: Uitgeest
Alkmaar ·
-Noord ·
Amsterdam:
-Amstel ·
-ArenA ·
-Bijlmer ArenA · 
-Centraal ·
-Holendrecht ·
-Lelylaan ·
-Muiderpoort ·
-RAI ·
-Science Park ·
-Sloterdijk ·
-Zuid ·
Anna Paulowna ·
Beverwijk ·
Bloemendaal ·
Bovenkarspel:
-Flora ·
-Grootebroek ·
Bussum Zuid ·
Castricum ·
Den Helder ·
-Zuid ·
Diemen ·
-Zuid ·
Driehuis ·
Duivendrecht ·
Enkhuizen ·
Haarlem ·
-Spaarnwoude ·
Halfweg-Zwanenburg ·
Heemskerk ·
Heemstede-Aerdenhout ·
Heerhugowaard ·
Heiloo ·
Hilversum ·
-Media Park ·
-Sportpark ·
Hollandsche Rading ·
Hoofddorp ·
Hoogkarspel ·
Hoorn ·
-Kersenboogerd ·
Koog aan de Zaan ·
Krommenie-Assendelft ·
Naarden-Bussum ·
Nieuw Vennep ·
Obdam ·
Overveen ·
Purmerend ·
-Overwhere ·
-Weidevenne ·
Santpoort:
-Noord ·
-Zuid ·
Schagen ·
Schiphol Airport ·
Uitgeest ·
Weesp ·
Wormerveer ·
Zaandam ·
-Kogerveld ·
Zaandijk Zaanse Schans ·
Zandvoort aan Zee
Stations van de Museumstoomtram Hoorn-Medemblik:
Tramstation Hoorn · 
Zwaag ·
Wognum-Nibbixwoud ·
Twisk ·
Opperdoes ·
Medemblik
Voormalige stations: zie de lijst van voormalige spoorwegstations in Noord-Holland